# Flămânzi
Flămânzi là một xã thuộc hạt Botoșani, România. Dân số thời điểm năm 2002 là 11877 người.